# Пуебла-де-Альменара
Пуебла-де-Альменара (ісп. Puebla de Almenara) — муніципалітет в Іспанії, у складі автономної спільноти Кастилія-Ла-Манча, у провінції Куенка. Населення — 456 осіб (2010).
Муніципалітет розташований на відстані близько 100 км на південний схід від Мадрида, 65 км на південний захід від Куенки.

## Демографія
Динаміка населення (INE ):